# ملعب نادي الأخدود
ملعب نادي الأخدود، هو ملعب رياضي مخصص للعبة كرة القدم في مدينة نجران في المملكة العربية السعودية ، بُني الملعب سنة 1976م، وتملك نادي الأخدود ملعباً رئيسياً فيه، ويتسع هذا الملعب لــ 8,800 متفرج.

## مناسبات
تُلعَب مباريات نادي الأخدود ضمن المسابقات التي يشارك فيها وكذلك يستضيف مباريات نادي نجران بمقابل نسبة من دخل اللوحات الدعائية التي توضع في الملعب الرئيسي ضمن جولات الدوري السعودي الممتاز وبقية البطولات السعودية.

## وصلات خارجية
- slstat